# Alopecosa trabalis albica
Alopecosa trabalis là một phân loài nhện trong họ Lycosidae.
Loài này thuộc chi Alopecosa. Alopecosa trabalis albica được Pelegrin Franganillo-Balboa miêu tả năm 1913.

## Hình ảnh

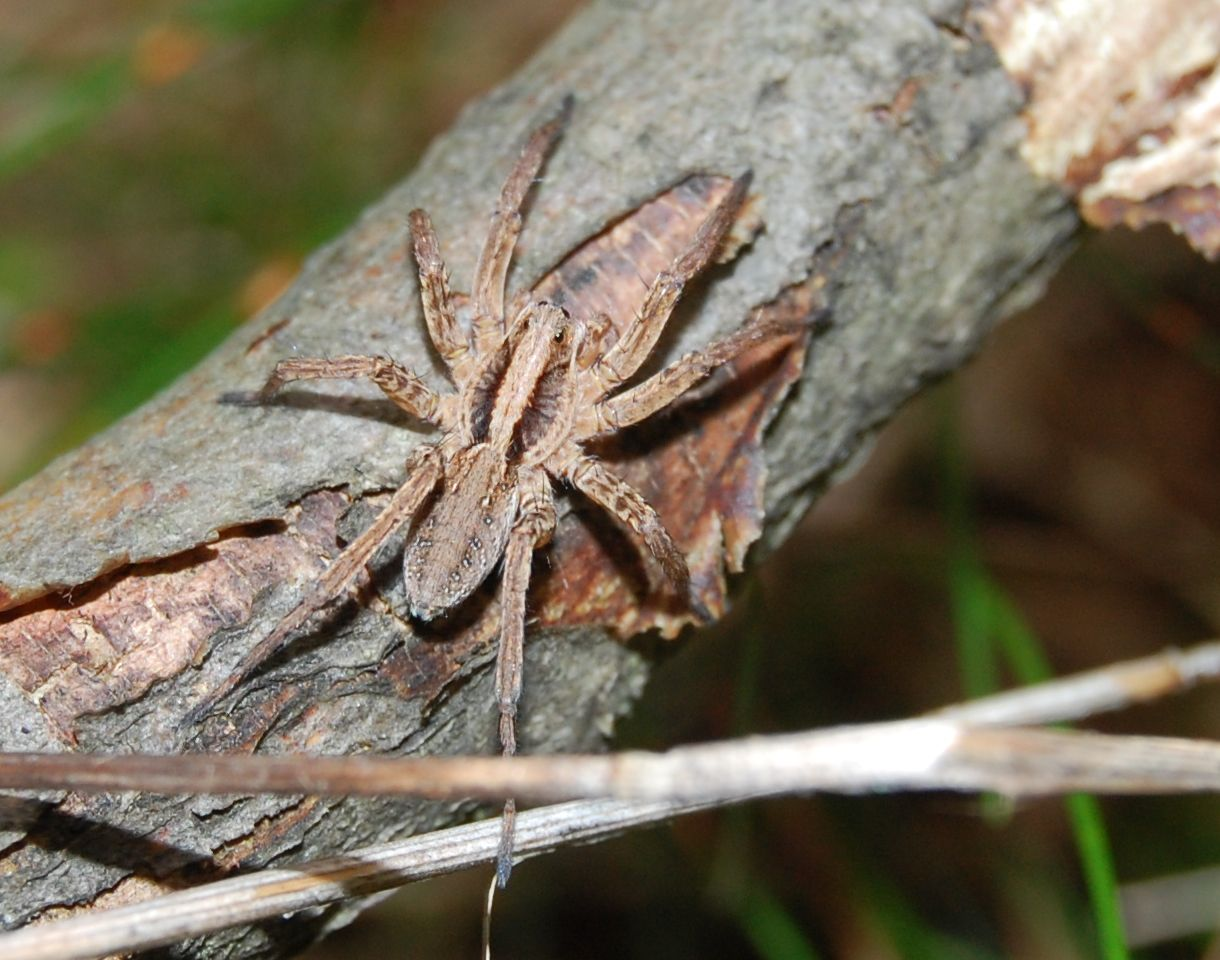